# Boškůvky
Boškůvky (deutsch Boskuwek) ist ein Ortsteil der Gemeinde Prusy-Boškůvky in Tschechien. Er liegt sechs Kilometer südöstlich von Vyškov und gehört zum Okres Vyškov.

## Geographie
Boškůvky befindet sich am nordwestlichen Fuße der Litenčické vrchy im Tal des Baches Boškůvský potok. Südlich erhebt sich die Lysá hora (361 m) und westlich die Kopaniny (356 m). Nordwestlich liegt der Stauweiher Pruský rybník.
Nachbarorte sind Trpinka und Rybníček im Norden, Medlovice und Švábenice im Nordosten, Moravské Málkovice im Osten, Orlovice und Zdravá Voda im Südosten, Staré Hvězdlice und Pavlovice im Süden, Vážany und Moravské Prusy im Südwesten, Nouzka im Westen sowie Brňany, Křečkovice und Topolany im Nordwesten.

## Geschichte

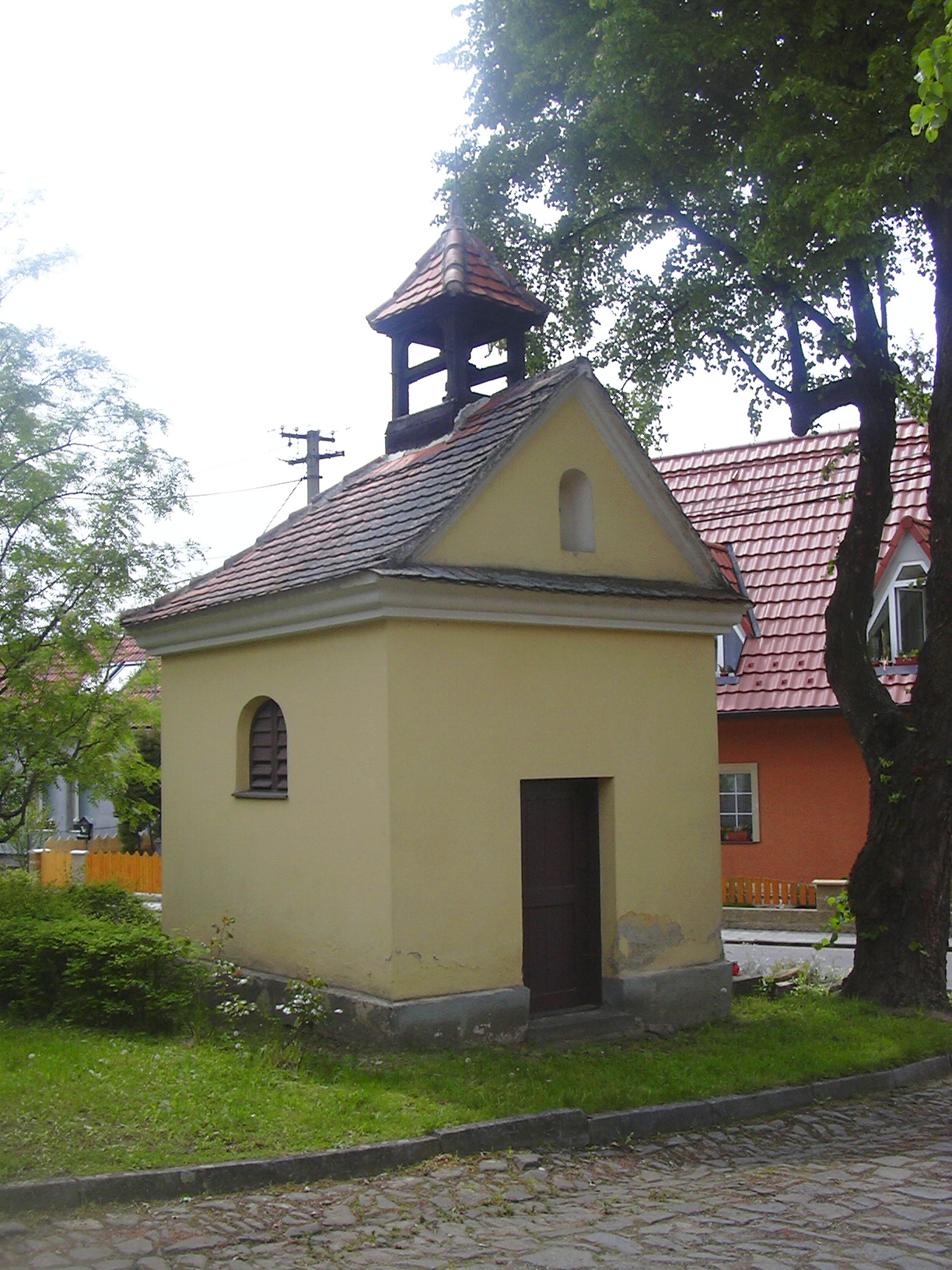
Glockenturm

Die erste schriftliche Erwähnung von Buzkovice erfolgte im Jahre 1373. Später wurde das Dorf auch als Buškovice bezeichnet. Der Ort gehörte zur Grundherrschaft Moravské Prusy. Als die Herren von Maynusch 1465 die Güter erwarben, wurde das Dorf erstmals als Boškůvky bezeichnet. Aus dem Jahre 1495 ist erneut der Ortsname Buzkovice überliefert. Im Jahre 1631 erwarb Leo Wilhelm von Kaunitz das Gut Moravské Prusy mit den zugehörigen Dörfern und schlug sie seiner Herrschaft Austerlitz zu. Dieser blieben sie bis zur Mitte des 19. Jahrhunderts untertänig. Ende 1831 wurde die Gegend von einer Choleraepidemie heimgesucht, der auch ein Einwohner von Boškůvky zum Opfer fiel. Pfarr- und Schulort war Moravské Prusy.
Nach der Aufhebung der Patrimonialherrschaften bildete Boškůvky ab 1850 eine Gemeinde in der Bezirkshauptmannschaft Wischau. 1893 lebten in den 36 Häusern von Boškůvky 152 Personen. Diese waren durchweg tschechischsprachige Katholiken. Im Jahre 1930 hatte die Gemeinde 160 Einwohner und 1960 waren es 192. 1964 erfolgte mit Moravské Prusy zur Gemeinde Prusy-Boškůvky. Danach ging die Einwohnerzahl deutlich zurück; hauptsächlich ist dies wohl dem Umstand geschuldet, dass sich alle Einrichtungen der gemeindlichen Infrastruktur im Ortsteil Moravské Prusy befinden. 1991 wurden in Boškůvky 82 Einwohner gezählt. Beim Zensus von 2001 lebten in den 47 Wohnhäusern von Boškůvky nur noch 57 Menschen.

## Sehenswürdigkeiten
- Glockenturm auf dem Dorfanger, erbaut vor 1750
- wüste Feste Moravské Prusy, auf einem Hügel südwestlich des Dorfes, sie entstand wahrscheinlich um 1400 und erlosch in der Mitte des 16. Jahrhunderts. Im Jahre 1591 wurde sie als wüst bezeichnet.
- Reste der Burg Orlov, südöstlich des Dorfes. Die Anlage entstand wahrscheinlich in der ersten Hälfte des 9. Jahrhunderts. Vor 1200 erfolgte der Ausbau der Burg zu einem repräsentativen Sitz der Johanniterkommende Orlow. Die Burg wurde zu Beginn der Hussitenkriege zerstört.